# アドズヴィシ
アドズヴィシ（グルジア語: აძვისი、グルジア語ラテン翻字: Adzvisi）は、ジョージアのシダ・カルトリ州ハシュリ地区にかつて存在した村落。現在はゼモ・アドズヴィシとクヴェモ・アドズヴィシの2村に分割されている。
現在、ゼモ・アドズヴィシはアリ・テミに属し、クヴェモ・アドズヴィシはゴミ・テミに属する。